# Trébry
Trébry är en kommun i departementet Côtes-d'Armor i regionen Bretagne i nordvästra Frankrike. Kommunen ligger i kantonen Moncontour som tillhör arrondissementet Saint-Brieuc. År 2022 hade Trébry 822 invånare.

## Befolkningsutveckling
Antalet invånare i kommunen Trébry
Referens:INSEE